# Robert Ker Porter
Robert Ker Porter, född 1777 i Durham, England, död 4 maj 1842 n.s. (22 april 1842 g.s.) i S:t Petersburg, var en skotsk forskningsresande, konsul och konstnär. Han var bror till Jane och Anna Maria Porter och från 1812 gift med prinsessan Maria Fjodorovna Stjerbatowa.
Efter utbildning för Benjamin West arbetade han en tid som teatermålare i London. Han anställdes som hovmålare av Alexander I i S:t Petersburg 1804. Två år senare begav han sig på en resa till Sverige och det då fortfarande svenska Finland, och utförde under denna resa en mängd teckningar som han senare gav ut i boken Travelling sketches in Russia and Sweden 1805-1808. Porter genomförde senare teckningsresor till Spanien, Georgien, Persien och Armenien. Han var brittisk konsul i Caracas, Venezuela 1826–1841.  
Porter är begravd på Lutherska Smolenskkyrkogården i S:t Petersburg.  